# Sainte-Colombe (Charente)
Sainte-Colombe korábbi község Franciaországban, Charente megyében. Lakosainak száma 198 fő (2017. január 1.). Sainte-Colombe Les Pins, La Rochette, Saint-Amant-de-Bonnieure, Saint-Angeau és Saint-Mary községekkel határos.
2018. január 1-jén Saint-Angeau és Saint-Amant-de-Bonnieure korábbi községgel egyesült és az így létrejött Val-de-Bonnieure új község része lett.

## Népesség
A település népessége az elmúlt években az alábbi módon változott:
| Lakosok száma | 282  | 217  | 195  | 174  | 185  | 186  | 174  | 177  | 188  | 198  |
|               | 1968 | 1975 | 1982 | 1990 | 1999 | 2006 | 2011 | 2013 | 2015 | 2017 |